# Necydalis marginipennis
Necydalis marginipennis là một loài bọ cánh cứng trong họ Cerambycidae.